# Крчевине (Илијаш)
Крчевине су насељено мјесто у Босни и Херцеговини, у општини Илијаш, које административно припада Федерацији Босне и Херцеговине. Према попису становништва из 1991. у насељу је живјело 63 становника.

## Становништво
| Националност | 1991. | 1981. | 1971. | 1961. |
| Срби         | 63    | 73    | 94    |       |
| Хрвати       |       | 1     |       |       |
| Укупно       | 63    | 74    | 94    | '     |

| Демографија | Демографија | Демографија |
| Година      | Становника  | Становника  |
| ----------- | ----------- | ----------- |
| 1961.       | 93          |             |
| 1971.       | 94          |             |
| 1981.       | 74          |             |
| 1991.       | 63          |             |